# Gérald Karsenti
Pour les articles homonymes, voir Karsenti.
 (décembre 2022).
Gérald Karsenti , né le 17 juin 1962 à Tlemcen,, est une personnalité française du monde des affaires.

## Formation
Il obtient un doctorat à l'IEP de Paris (Science Po Paris).
Gérald Karsenti est également titulaire d'un mastère de management de HEC Paris, d'un diplôme de l'université d'Oxford dans le domaine de la conduite du changement, d'un master en finance de l'IAE Paris (Sorbonne Business School) et d'un master en économie de l'entreprise de l'Institut d'économie et de management de Nantes (ex université en sciences économiques de Nantes).

## Carrière
Au cours de sa carrière, il occupe des postes internationaux, notamment chez IBM.
À la fin de l’année 2006, il rejoint Hewlett-Packard France en tant que vice-président et directeur général des ventes de l’activité Enterprise Business.
En 2010, il prend la direction de la division Enterprise Services, en tant que vice-président et directeur général, à la suite de l’acquisition du groupe EDS.
Le 31 juillet 2017, il quitte Hewlett-Packard après une carrière de 10 ans.
Il rejoint Oracle en septembre 2017 en tant que directeur général,, entreprise qu'il quitte en 2018 pour rejoindre SAP,, en tant que président-directeur-général. Il quitte SAP début 2023,.
En 2023, il rejoint le fonds d'investissement Qualium Investissement.

## Distinctions
Gérald Karsenti est nommé chevalier de la Légion d’honneur dans le contingent du ministère de l’Enseignement supérieur et de la Recherche le 12 juillet 2013. En 2022, Gérald Karsenti est élevé au grade d’officier de l’Ordre national du Mérite dans le contingent d'Élisabeth Borne.

## Autres mandats
Gérald Karsenti est membre de plusieurs conseils d’administration : Sogetrel, Parella, Constellation et WHOZ, leader du staffing.
Membre de la Société des gens de lettres, il est l'auteur de six livres de management.

### Participation à des ouvrages collectifs
- Mixité, quand les hommes s'engagent, Explications - Propositions - Actions, Marie-Christine Mahéas, éditions Eyrolles, 2015
- Gender balance, when men step up, What ? Why ? How ? - A toolkit leader, Marie-Christine Mahéas, éditions Eyrolles, 2016